# 刘异龙
刘异龙，（1940年—2023年12月13日），昆剧丑角演员，上海昆剧团国家一级演员，有“中国昆剧第一丑”之称。

## 生平
1961年，从上海市戏曲学校毕业。师从华传浩、王传淞、周传沧。

## 荣获
- 上海青年会演优秀表演奖
- 第二届上海戏剧节优秀表演奖、花冠奖双奖
- 第一届上海白玉兰戏剧表演艺术配角奖
- 首届中国昆剧艺术节荣誉表演奖

## 剧目
《济公三戏花太岁》、《枯井案》、《贵人魔影》、《一捧雪》等。